# Печернікова Ірина Вікторівна
Ірина Вікторівна Печернікова (рос. Печерникова Ирина Викторовна;  2 вересня 1945 — 1 вересня 2020) — радянська і російська акторка театру і кіно. Заслужена артистка РРФСР (1988).

## Життєпис
Ірина Печернікова народилася 2 вересня 1945 року в м. Грозному. З родиною переїхала до Москви.
Закінчила Школу-студію при МХАТ (1966).
З 1966 року — акторка Московського театру ім. Ленінського комсомолу.
З 1968 року — акторка Московського академічного театру ім. Вл. Маяковського.
У 1978—1990 рр. — акторка Державного академічного Малого театру.
У кінематографі дебютувала в 1967 році роллю дони Анни у фільмі-опері «Кам'яний гість». Акторка володіла тонким драматичним талантом, втілювала на екрані чарівних, романтичних, ліричних, жіночних героїнь. Однією з найкращих перших ролей акторки стала головна роль у картині «Доживемо до понеділка» (1968) реж. С. Ростоцького. Фільм отримав Золотий приз VI Міжнародного кінофестивалю в Москві (1969), Державну премію СРСР (1970), а також був визнаний Найкращим фільмом 1968 року за опитуванням журналу «Радянський екран».
Помітними ролями стали також роботи в картинах «Перше кохання» (1968, Зінаїда Засєкіна), «Сторінки журналу Печоріна» (1975, фільм-спектакль, княжна Мері; реж. А. Ефрос), «Два капітани» (1976, Марія Василівна Татаринова; реж. Є. Карелов), «Мартін Іден» (1976, фільм-спектакль, Руфь Морз/Тереза) та ін.
У 1990-ті роки, в зв'язку з розпадом СРСР, Ірина Печернікова перебувала у затяжній творчій кризі. До творчих невдач і незатребуваності додалися проблеми з алкоголем. Але акторка зуміла впоратися з життєвими негараздами.
У 2010-і роки Печернікову знову стали запрошувати в кіно і на телебачення, вона стала учасницею телешоу «Формула краси».
Остання робота в кіно — головна роль у картині «Земля Ельзи» (2020) реж. Юлії Колєсник.
Життю та творчості акторки присвячено кілька телепередач і документальний фільм «Ірина Печернікова. Ліки від самотності» (2010).
Померла увечері 1 вересня 2020 року, не доживши одного дня до свого 75-річчя.

### Особисте життя
- Перший чоловік: Збігнєв Бізонь — польський музикант.
- Другий чоловік: Галкін Борис Сергійович — радянський і російський актор і режисер театру і кіно, сценарист, продюсер, композитор. Заслужений артист Російської Федерації (1999).
- Третій чоловік: Соловйов Олександр Іванович (1952—2000) — радянський і російський актор та кінорежисер.

Дітей у І. Печернікової не було.

## Театральні роботи
(російською)
- 1966 — Театр «Ленком» — «Мольер» М. Булгакова — Арманда Бежар
- 1969 — Театр им. Маяковского — «Два товарища» В. Войновича
- 1977 — Театр имени Маяковского — «Венсеремос» Г. Боровика — Рита
- 1990 — Театр на Малой Бронной — «Джазмен». Автор и режиссёр В. Павлов

Репертуар в Малому театрі:
- 1977 — «Заговор Фиеско в Генуе» Ф. Шиллера — Леонора
- 1977 — «Маленькая эта земля» Г. Джагарова — Снежа
- 1978 — «Ревнивая к себе самой» Т. де Молины — донья Магдалена
- 1979 — «Король Лир» У. Шекспира — Корделія
- 1979 — «Красавец мужчина» А. Н. Островского — Зоя Окойомова
- 1980 — «Вызов» Г. Маркова и Э. Шима — Софья
- 1983 — «Дети Ванюшина» С. Найдёнова — Інна
- 1983 — «Утренняя фея» А. Касоны — Адела і Анжеліка
- 1984 — «Накануне» И. Тургенева — Олена Стахова
- 1985 — «Федра» Ж. Расина — Арикія
- 1986 — «Человек, который смеётся» В. Гюго — Дея
- 1987 — «Игра» Ю. Бондарева — Ірина Скворцова

## Фільмографія
- «Кам'яний гість» (1967, фільм-опера, дона Анна (співає Тамара Мілашкіна)
- «Доживемо до понеділка» (1968, Наталя Сергіївна Горелова, молода вчителька англійської мови, колишня учениця Мельникова; реж. С. Ростоцький)
- «Перше кохання» (1968, Зінаїда Засєкіна)
- «Нескладний хлопець» (1969, фільм-спектакль, Ліда)
- «Любов до трьох апельсинів» (1970, Смеральдіна (вокал — Т. Христова)
- «За власним бажанням» (1973, Поліна Рязанова (озвучує Антоніна Кончакова)
- «Міста і роки» (1973, Рита Старцова; реж. О. Зархі)
- «Відкриття» (1973, Ліза)
- «Варіант „Омега“» (1975, Олена, дружина Сергія)
- «Сторінки журналу Печоріна» (1975, фільм-спектакль, княжна Мері; реж. А. Ефрос)
- «Птахи наших надій» (1976, Діна)
- «Розповідь про те, як цар Петро арапа женив» (1976, графиня Луїза де Кавеньяк; реж. О. Мітта)
- «Два капітани» (1976, Марія Василівна Татаринова; реж. Є. Карелов)
- «Мартін Іден» (1976, фільм-спектакль, Руфь Морз/Тереза)
- «Перші радощі» (1977, Ліза Мєшкова)
- «Особисте щастя» (1977, Ірина Замятіна, акторка місцевого театру, дружина Іллі)
- «Однокашники» (1978, Тоня, коханка Лобанова)
- «Місяць довгих днів» (1978, фільм-спектакль, Наталія, дочка Званцева)
- «Блакитний карбункул» (1979, Катаріна)
- «Незвичайне літо» (1979, Ліза Мєшкова)
- «Людина змінює шкіру» (1979, Валентина)
- «Ревнива до себе самої» (1980, фільм-спектакль, Донья Магдалена)
- «34-й швидкий» (1981, Льоля, пасажирка-«заєць»)
- «Діти Ванюшина» (1982, фільм-спектакль, Інна)
- «Ваніна Ваніні» (1983, фільм-спектакль, Ваніна Ваніні)
- «Набат на світанку» (1985, Наталія Єгорівна)
- «Братику, люби революцію!» (1987, Фільм-спектакль, Карменсіта)
- «Анна Карамазофф»/ фр. Anna Karamazoff (1991, узбечка; реж. Р. Хамдамов)
- «Ніжний образ твій» (1991, фільм-спектакль, Дарина Іванівна)
- «Не покидай мене, любове» (2001, Тася, дружина Геннадія)
- «Остання репродукція» (2007, т/с, Васса Андріївна)
- «Земля Ельзи» (2019—2020, Ельза) — диплом «За найбільш пронизливий акторський дует» (з Веніаміном Смєховим) на Фестивалі екранізацій «Читка» (2019)

## Документальне кіно
- 2006 — «Моя срібна куля». Ірина Печернікова/ рос. «Мой серебряный шар». Ирина Печерникова — програма Віталія Вульфа
- 2010 — «Ірина Печернікова. Ліки від самотності»/ рос. «Ирина Печерникова. Лекарство от одиночества»
- 2011 — «Бабине літо». Ірина Печернікова/ рос. «Бабье Лето». Ирина Печерникова — у програмі Сергія Майорова
- 2015 — «Ірина Печернікова. Мені не боляче»/ рос. «Ирина Печерникова. Мне не больно» та ін.